# غاري كلوز
غاري كلوز (بالإنجليزية: Gary Close)‏ هو مدرب كرة سلة أمريكي، ولد في 1957 في مورستاون ‏ في الولايات المتحدة.